# Drosophila brachynephros
Drosophila brachynephros är en tvåvingeart som beskrevs av Toyohi Okada 1956. Drosophila brachynephros ingår i släktet Drosophila och familjen daggflugor.
Artens utbredningsområde är Japan, Koreahalvön och Indien.